# RV & AV Excelsior in het seizoen 1967/68
Het seizoen 1967/1968 was het 14e jaar in het bestaan van de Rotterdamse betaaldvoetbalclub Excelsior. De club kwam uit in de Tweede divisie en eindigde daarin op de 16e plaats. Tevens deed de club mee aan het toernooi om de KNVB beker, hierin werd de club in de kwartfinale uitgeschakeld door FC Twente (0–2).

## Wedstrijdstatistieken

### Tweede divisie
|       | AGOVV | Baronie | SC Drente | EDO   | Fortuna | Gooiland | De Graafschap | Heerenveen | Helmond Sport | Hermes DVS | Hilversum | Limburgia | NOAD  | PEC   | Roda JC | Veendam | Wageningen | ZFC   | Zwolsche Boys |
| ----- | ----- | ------- | --------- | ----- | ------- | -------- | ------------- | ---------- | ------------- | ---------- | --------- | --------- | ----- | ----- | ------- | ------- | ---------- | ----- | ------------- |
| Thuis | 0 – 1 | 1 – 0   | 2 – 1     | 0 – 0 | 0 – 1   | 2 – 3    | 0 – 2         | 1 – 1      | 0 – 0         | 1 – 1      | 3 – 0     | 1 – 0     | 1 – 1 | 0 – 1 | 2 – 3   | 2 – 0   | 2 – 2      | 2 – 1 | 0 – 2         |
| Uit   | 0 – 1 | 2 – 1   | 0 – 0     | 1 – 3 | 1 – 1   | 1 – 0    | 4 – 2         | 2 – 2      | 4 – 1         | 2 – 1      | 1 – 3     | 1 – 1     | 0 – 2 | 2 – 2 | 2 – 0   | 2 – 1   | 1 – 0      | 1 – 2 | 2 – 1         |

### KNVB beker
| Groepsfase                                            | Excelsior                                                               | 5 – 0 (3 – 0)                      | RBC                               |
| 31 december 1967 Plaats: Rotterdam Woudestein         | Hans Bassant 8', 51' Gerard Weber 9' Piet Luck 25' (pen.) Dick Beek 75' |                                    |                                   |
| Groepsfase                                            | Feijenoord                                                              | 0 – 0                              | Excelsior                         |
| 25 februari 1968 Plaats: Rotterdam Stadion Feijenoord |                                                                         |                                    |                                   |
| Groepsfase                                            | Excelsior                                                               | 3 – 0 (2 – 0)                      | D.F.C.                            |
| 24 maart 1968 Plaats: Rotterdam Woudestein            | George Velberg 13' Joop Munne 37', 72'                                  |                                    |                                   |
| 2e ronde                                              | Excelsior                                                               | 3 – 2 (2 – 2, 0 – 2) Na verlenging | Sittardia                         |
| 28 april 1968 Plaats: Rotterdam Woudestein            | Hans Bassant 46' Dick Beek 56' Gerard Weber 117'                        |                                    | 10', 14' Frans Guns               |
| Kwartfinale                                           | Excelsior                                                               | 0 – 2 (0 – 1)                      | FC Twente                         |
| 8 mei 1968 Plaats: Rotterdam Woudestein               |                                                                         |                                    | 23' Jan Jeuring 79' Dick van Dijk |

## Statistieken Excelsior 1967/1968

### Eindstand Excelsior in de Nederlandse Tweede divisie 1967 / 1968
| Stand | Gespeeld | Gewonnen | Gelijk | Verloren | Punten | Doelpunten voor | Doelpunten tegen |
| ----- | -------- | -------- | ------ | -------- | ------ | --------------- | ---------------- |
| 16e   | 38       | 11       | 11     | 16       | 33     | 44              | 49               |

### Topscorers
| #              | Naam                | Goal |
| -------------- | ------------------- | ---- |
| 1.             | Hans Bassant        | 12   |
| 2.             | Dick Beek           | 10   |
| 3.             | Rinus van der Stoep | 6    |
| 4.             | George Velberg      | 5    |
| 5.             | Piet Luck           | 4    |
| 6.             | André Kosten        | 3    |
| 7.             | Joop Munne          | 1    |
| 7.             | Leen Tump           | 1    |
| 7.             | Gerard Weber        | 1    |
| Eigen doelpunt |                     |      |
| –              | John Abma (PEC)     | 1    |
| Totaal         | Totaal              | 44   |

| #      | Naam           | Goal |
| ------ | -------------- | ---- |
| 1.     | Hans Bassant   | 3    |
| 2.     | Dick Beek      | 2    |
| 2.     | Joop Munne     | 2    |
| 2.     | Gerard Weber   | 2    |
| 5.     | Piet Luck      | 1    |
| 5.     | George Velberg | 1    |
| Totaal | Totaal         | 11   |

## Voetnoten
AGOVV · Baronie · SC Drente · EDO · Excelsior · Fortuna · Gooiland · De Graafschap · Heerenveen · Helmond Sport · Hermes DVS · Hilversum · Limburgia · NOAD · PEC · Roda JC · Veendam · Wageningen · ZFC · Zwolsche Boys